# Wilhelm VIII. (Montpellier)
Wilhelm VIII. (französische Schreibweise Guillem VIII.; * um 1172; † September 1203) war ein Herr von Montpellier. Er war ein Sohn von Wilhelm VII. und der Mathilde von Burgund, einer Tochter von Herzog Hugo II. von Burgund. Da sein Vater bereits 1173 starb, übernahm Wilhelms Onkel, Guy le Guerroyeur, für ihn die Vormundschaft.

## Leben
Wilhelm war seinerzeit ein Förderer der Trobadore, seinem Hof gehörte unter anderem Arnaut de Mareuil an. In Montpellier richtete er 1181 eine freie Schule für Medizin ein, aus der später die Universität Montpellier hervorging. Der Scholastiker Alanus ab Insulis widmete ihm eine gegen die Katharer gerichtete vierbändige Streitschrift (De fide contra hereticos).
Um das Jahr 1180 hielt sich die byzantinische Prinzessin Eudokia Komnena, eine Nichte Kaiser Manuels I., in Montpellier auf, nachdem sie von ihrem Verlobten, König Alfons II. von Aragón, verstoßen worden war. Da um die gleiche Zeit der Kaiser verstorben war, geriet Eudokia in ihrer Heimat in Vergessenheit. Dies nutzte Wilhelm seinerseits, um sich mit ihr zu verloben. Die Ehe verlief aber unglücklich, angeblich weil sich Wilhelm vom kaiserlichen Stolz seiner Frau ungerecht behandelt fühlte. Im Jahr 1187 verstieß er sie, um die katalanische Adlige Ines (Agnes) zu heiraten, diese Ehe aber wurde 1194 vom Papst als nicht legitim anerkannt. Da seine Söhne von der zweiten Frau stammten, bat Wilhelm Papst Innozenz III. um ihre Legitimierung, die allerdings in der Dekretale Per Venerabilem verweigert wurde.

## Nachkommen
Aus erster Ehe:
- Maria (* 1182; † 1213)
  - ⚭ 1192 mit Raimund Gottfried (Barral), Vizegraf von Marseille
  - ⚭ 1197 mit Bernard IV., Graf von Comminges
  - ⚭ 1204 mit Peter II., König von Aragón

Aus zweiter morganatischer Ehe waren anderem:
- Wilhelm IX. († 1212)
- Thomas von Tortosa
- Bernat Guillem I. d’Entença († 1237)
- Raimund, Mönch im Kloster Grandselve
- Guido, Mönch im Kloster Cluny
- Agnes, ⚭ 1204 mit Raimund Roger Trencavel, Vizegraf von Carcassonne
- Adelais, ⚭ mit Jofre II. de Rocabertí